# نیل اردلی (بازیکن فوتبال)
نیل اردلی (انگلیسی: Neal Eardley؛ زادهٔ ۶ نوامبر ۱۹۸۸) بازیکن فوتبال اهل بریتانیا است.
از باشگاه‌هایی که در آن بازی کرده‌است می‌توان به باشگاه فوتبال اولدهام اتلتیک، باشگاه فوتبال لیتون اورینت، باشگاه فوتبال بلکپول، و باشگاه فوتبال بیرمنگام سیتی اشاره کرد.